# Либералдемократическа партия (Турция)
Либералдемократическата партия (на турски: Liberal Demokrat Parti) е класически либералистка политическа партия в Турция. Тя е основана през 1994 г. Неин председател е Гюлтекин Търпанджъ.